# Fixing a Hole
〈Fixing a Hole〉은 1967년 음반 《Sgt. Pepper's Lonely Hearts Club Band》에 발매된 영국의 록 밴드 비틀즈의 곡이다. 그 곡은 레논-매카트니에게 인정되었지만 폴 매카트니에 의해 쓰여졌다.